# 1188
| [ Edytuj tabelę ]                |                                                           |
| Książę Małopolski                | - 1177 Kazimierz II Sprawiedliwy 1194                     |
| Książę Wielkopolski              | - 1177 Odon Mieszkowic 1194 - 1182 Mieszko III Stary 1202 |
| Król Angkoru                     | - 1181 Dżajawarman VII 1218                               |
| Król Anglii                      | - 1154 Henryk II 1189                                     |
| Król Aragonii i hrabia Barcelony | - 1164 Alfons II Aragoński 1196                           |
| Książę Bawarii                   | - 1183 Ludwik I 1231                                      |
| Margrabia Brandenburgii          | - 1184 Otto II 1205                                       |
| Książę Burgundii                 | - 1162 Hugo III 1192                                      |
| Cesarz Bizancjum                 | - 1185 Izaak II Angelos 1195                              |
| Car Bułgarii                     | - 1187 Asen I 1196                                        |
| Cesarz Chin                      | - 1162 Song Xiaozong 1189                                 |
| Książę Czech                     | - 1178 Fryderyk 1189                                      |
| Król Danii                       | - 1182 Kanut VI 1202                                      |
| Władca Egiptu                    | - 1171 Saladyn 1193                                       |
| Król Francji                     | - 1180 Filip II August 1223                               |
| Król Gruzji                      | - 1184 Tamara 1213                                        |
| Hrabia Holandii                  | - 1157 Floris III 1190                                    |
| Cesarz Japonii                   | - 1183 Go-Toba 1198                                       |
| Kalif                            | - 1180 An-Nasir 1225                                      |
| Król Kastylii                    | - 1158 Alfons VIII Szlachetny 1214                        |
| Patriarcha Konstantynopola       | - 1186 Nicetas II Muntanes 1189                           |
| Władca Korei                     | - 1170 Myŏngjong 1197                                     |
| Król Leónu                       | - 1157 Ferdynand II 1188 - 1188 Alfons IX 1230            |
| Kalif Maroka                     | - 1184 Jakub al-Mansur 1199                               |
| Król Nawarry                     | - 1150 Sancho VI 1194                                     |
| Król Norwegii                    | - 1177 Sverre Sigurdsson 1202                             |
| Hrabia Palatynatu                | - 1155 Konrad Hohenstauf 1195                             |
| Papież                           | - 1187 Klemens III 1191                                   |
| Król Portugalii                  | - 1185 Sancho I 1211                                      |
| Sułtan Rumu                      | - 1156 Kilidż Arslan II 1192                              |
| Książę Rusi halickiej            | - 1187 Włodzimierz II 1188 - 1188 Oleg I 1189             |
| Cesarz Rzymski (niemiecki)       | - 1155 Fryderyk I Barbarossa 1190                         |
| Książę Saksonii                  | - 1180 Bernard III 1212                                   |
| Król Szkocji                     | - 1165 Wilhelm I 1214                                     |
| Król Szwecji                     | - 1173 Knut Eriksson 1196                                 |
| Doża Wenecji                     | - 1178 Orio Mastropiero 1192                              |
| Król Węgier                      | - 1172 Bela III 1196                                      |

Rok 1188 / MCLXXXVIII
stulecia: XI wiek ~
XII wiek ~
XIII wiek

lata: 1178 «
1183 «
1184 «
1185 «
1186 «
1187 «
1188
» 1189
» 1190
» 1191
» 1192
» 1193
» 1198

## Wydarzenia w Polsce
- 24 lutego - biskupstwo pomorskie w Kamieniu uzyskało papieską bullę protekcyjną.

## Wydarzenia na świecie
- 22 stycznia – Alfons IX został królem Leónu.
- Uzależnienie Rusi Halickiej od państwa węgierskiego[1].

## Urodzili się
- 4 marca – Blanka Kastylijska, córka Alfonsa VIII Szlachetnego, królowa Francji, żona Ludwika VIII Lwa (zm. 1252).

- Benwenut z Ankony, włoski franciszkanin, biskup Osimo, święty katolicki (zm. 1282)